# Lebrel italiano
El pequeño lebrel italiano o galgo italiano es una raza de galgo de pequeño tamaño originaria de Italia. Es el galgo más pequeño.

## Historia
Los restos más antiguos que se conocen de un perro muy similar al "galgo italiano" se hallaron en una tumba egipcia de hace 6.000 años. Se cree que existía hace más de 2000 años en lo que hoy se conoce como Grecia y Turquía, dado que aparece en sus artes decorativas. La raza se importó a Europa por los fenicios y luego fueron los romanos quienes la desarrollaron. Durante el Renacimiento, este perro gozó de auténtica devoción por la nobleza europea y fue representado en pinturas de la época. Hoy en día, hay algún logotipo que lo utiliza por su elegancia.

## Características
El galgo italiano es el más pequeño de los galgos, suele pesar un máximo de 8 kg y mide de 32 a 36 cm de altura en la cruz. Son de tamaño bastante más pequeño de lo que parecen. El pecho del galgo italiano es profundo, con un abdomen recogido, piernas largas y delgadas, y un cuello largo que se estrecha hacia abajo por una cabeza pequeña. La cara es larga y puntiaguda, como un galgo de tamaño completo. En general, se ven como "miniaturas" de los galgos, aunque muchos propietarios del galgo italiano disputan el uso del término "Greyhound en miniatura", en referencia a la misma raza. Según definición de la American Kennel Club, son genéticamente verdaderos galgos, con un linaje que se remonta a más de 2000 años. Su pequeña estatura actual es una función de la reproducción selectiva. Su andar es diferente y debe ser alto y libre, y no como la de un caballo. Son capaces de correr a gran velocidad con un galope de doble suspensión, y puede alcanzar una velocidad máxima de hasta 40 km/h.

## Carácter

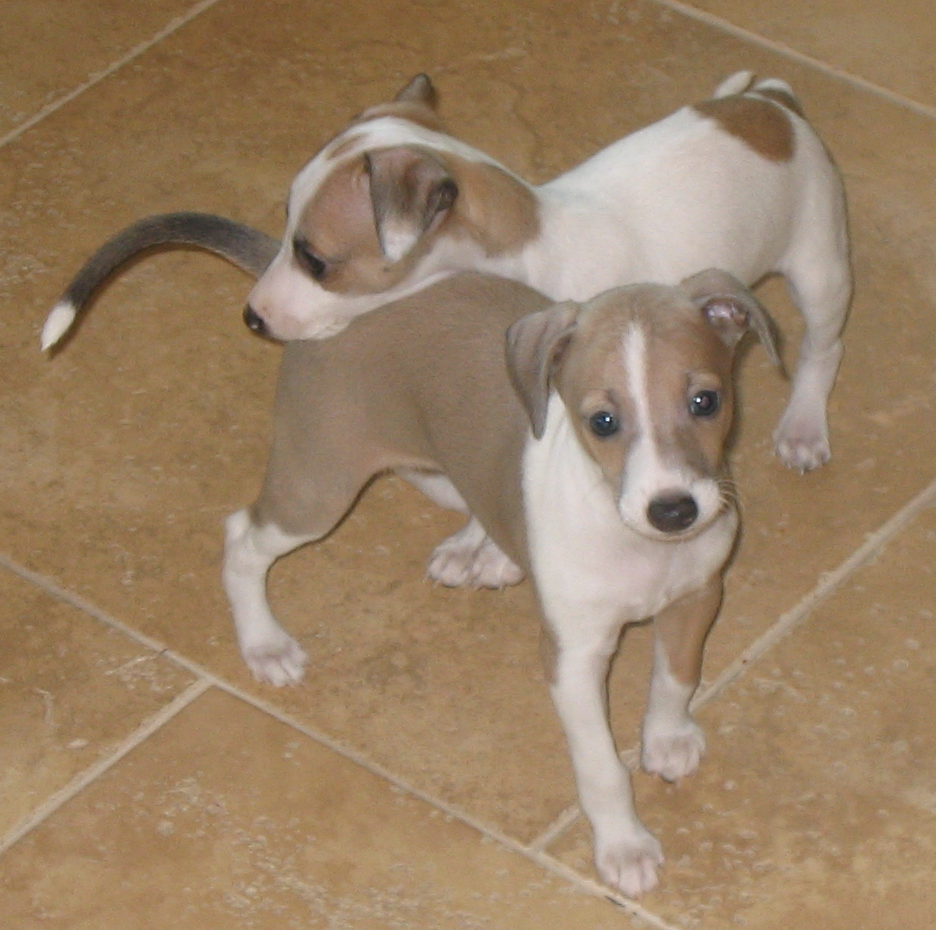
Cachorros de galgo italiano.

Afectuoso y dócil, el lebrel italiano es tremendamente alegre en su juventud pero no es excesivamente activo. Ideal para personas mayores y casas tranquilas.  De adultos son dependientes de su dueño y relativamente reservados con los extraños. Elegante y distinguido, el lebrel italiano es un perro inteligente y sensible. Puede convertirse en tímido si no se le atiende lo suficiente. Es un estupendo perro de compañía para personas serenas, pero no es un perro para tener en una casa ajetreada con muchos niños, aunque puede convivir perfectamente con niños. Igualmente convive mejor con otros perros pequeños que grandes.

## Problemas de salud
Aparenta mayor fragilidad de la que realmente tiene. A pesar de ello, el galgo italiano tiene una osamenta muy delicada hasta que cumple el año y medio. Corre el riesgo de partirse una de sus largas patas. 

## Condiciones de vida y ejercicio
El lebrel italiano se adapta perfectamente a hogares reducidos. Sin embargo, necesita pasear. Puede hacer compañía en carreras cortas, pero prefiere los paseos a pie y jugar con otros perros (mejor si no son grandes). Como todos los lebreles, el italiano necesita llevar protección en invierno, puesto que es muy sensible al frío. Este lebrel, a pesar de su aspecto frágil, suele gozar de una larga vida, llegando a superar los 12 años.